# Südspanischer Feuersalamander
Der Südspanische Feuersalamander oder Langschnauzen-Feuersalamander (Salamandra salamandra longirostris) ist eine Unterart des Feuersalamanders (Salamandra salamandra) aus der Ordnung der Schwanzlurche (Caudata). Ab 2009 wurde das Taxon für eine kurze Zeit unter dem Namen Salamandra longirostris als eigene Art behandelt, molekulargenetische Untersuchungen konnten diese Ansicht jedoch nicht untermauern.

## Merkmale
Der Südspanische Feuersalamander ist ein großwüchsiger Salamander, der eine Gesamtlänge von im Mittel 18 bis 19, maximal bis gut 22 Zentimetern erreicht. Die Grundfärbung ist schwarz. Auf der Oberseite sind große, zitronengelbe Flecken vorhanden, diese enthalten keinen Anteil an Rot. Die Oberseite des Kopfes weist sechs große, gelbe Flecken auf. Zwei befinden sich über den Augen, zwei auf den großen Parotiden (Drüsenwülsten) und je einer auf jeder Kopfseite zwischen dem Mundwinkel und dem Hinterrand der Augen. Charakteristische Merkmale sind das fehlende Rot und die zugespitzte Schnauze. In der Seitenansicht ragt diese über die Mundspalte hinaus.
Die Larven entsprechen denen der Nominatform des Feuersalamanders (Salamandra salamandra).

## Vorkommen
Das Verbreitungsgebiet des Südspanischen Feuersalamanders umfasst die Sierra de Ronda in Süd-Andalusien (Süd-Spanien). Darüber hinaus gibt es ein Vorkommen in der Nähe der Hafenstadt Marbella, das vermutlich vom übrigen Areal isoliert ist. Die Art kommt von knapp über Meereshöhe bis in Höhen von mindestens 820 Metern NN (bei Grazalema, Sierra de Ronda) vor. Die Sierra de Ronda ist nur spärlich mit Steineichen (Quercus ilex) und Igeltannen (Abies pinsapo) bewaldet. Die Salamander haben in den Spalten- und Höhlensystemen des verkarsteten Kalksteins Versteckmöglichkeiten. Die Larven entwickeln sich in Still- und Fließgewässern, beispielsweise Brunnen, Teichen, Bächen und Pfützen.

## Lebensweise
Über die Lebensweise ist nur wenig bekannt. Die Hauptaktivitätszeit liegt in den feuchten Wintermonaten, im Sommer verstecken sich die Tiere tief im Boden.

## Etymologie
Das Epitheton longirostris leitet sich vom lateinischen longus (= lang) und rostrum (= Schnauze) ab und bezieht sich auf die Schnauze, die deutlich hervorspringt und zugespitzt ist.